# Разъезд № 2 (Приволжская железная дорога)
Разъезд № 2 — разъезд Астраханского региона Приволжской железной дороги на участке Аксарайская — российско-казахстанская граница железнодорожной линии Атырау — Астрахань. Расположен на территории Красноярского района Астраханской области.

## Описание
Разъезд находится на однопутном неэлектрифицированном участке железной дороги между станциями Аксарайская II и Кигаш. Имеется интенсивное транзитное грузовое движение (по состоянию на 2012 год — 20 пар грузовых поездов в сутки). Пассажирское движение представлено транзитными международными поездами. Остановок у этих поездов на Разъезде № 2 для посадки / высадки пассажиров не предусмотрено; у части поездов на данном раздельном пункте имеются только плановые технические остановки. Пригородное пассажирское сообщение на участке между Аксарайской II и Кигашем по состоянию на ноябрь 2017 года отсутствует; следующие со стороны Астрахани в данном направлении пригородные поезда доходят только до станции Аксарайская II.

## История

### Советский период
Железнодорожная линия Гурьев (прежнее название города Атырау) — Астрахань длиной 333,5 км была построена в 1970 году. Официальное открытие Разъезда № 2 состоялось в 1971 году. Изначально разъезд № 2 был включён в состав Гурьевского отделения Казахской железной дороги. Стыковой междудорожной станцией между Астраханским отделением Приволжской железной дороги и Гурьевским отделением Казахской железной дороги стала принадлежащая Приволжской железной дороге станция Аксарайская. В 1977 году Гурьевское отделение вошло в состав новообразованной Западно-Казахстанской железной дороги. Разъезд № 2 приобрёл в составе Гурьевского отделения Западно-Казахстанской железной дороги статус стыкового междудорожного передаточного раздельного пункта на стыке с Астраханским отделением Приволжской железной дороги. Соседний в направлении на Астрахань Разъезд № 1 (из которого в дальнейшем разовьётся станция Аксарайская II) был включён в состав Астраханского отделения.

### 1992—2011 (в составе железных дорог Казахстана)
После распада СССР Гурьвское отделение вместе с Западно-Казахстанской железной дорогой в 1992 году отошло Республике Казахстан. Участок железной дороги от границы Казахстана с Россией до Разъезда № 2 при этом, несмотря на то, что он находился на территории Российской Федерации, в соответствии с «Соглашением между Российской Федерацией и Республикой Казахстан о координации деятельности железнодорожного транспорта» от 23 марта 1992 года и «Соглашением между Правительством Российской Федерации и Правительством Республики Казахстан о принципах сотрудничества и условиях взаимоотношений в области транспорта» от 23 марта 1992 года, остался под управлением Западно-Казахстанской железной дороги. При этом Разъезд № 2 лишился статуса стыкового междудорожного передаточного раздельного пункта на Приволжскую железную дорогу; межгосударственная передача между Западно-Казахстанской и Приволжской железными дорогам стала осуществляться на принадлежащей Приволжской железной дороге станции Аксарайская II. В 1994 году Гурьевское отделение было переименовано в Атырауское. В 1996 году юрисдикция казахской стороны над находящимися за пределами Республики Казахстан участками Западно-Казахстанской железной дороги, включавшими и перегон Разъезд № 2 — Кигаш протяженностью 13 км, была подтверждена «Соглашением между Правительством Российской Федерации и Правительством Республики Казахстан об особенностях правового регулирования деятельности предприятий, учреждений и организаций железнодорожного транспорта» от 18 октября 1996 года, вступившем в силу 23 апреля 1999 года. В 1997 году Западно-Казахстанская железная дорога со всеми её отделениями вошла в состав государственного предприятия «Казахстан Темир Жолы» (Казахстанские железные дороги) и была ликвидирована в ходе реорганизации «Казахстан Темир Жолы» в акционерное общество, завершившейся в 2002 году. Атырауское отделение в составе новообразованной «Национальной компании „Казахстан Темир Жолы“» при этом было сохранено, его границы с Астраханским отделением Приволжской железной дороги остались прежними.
Разъезд № 2 продолжал находиться под юрисдикцией «Национальной компании „Казахстан Темир Жолы“» до середины 2011 года. 10 февраля 2011 года вступил в силу «Протокол о внесении изменений в Соглашение между Правительством РФ и Правительством Республики Казахстан об особенностях правового регулирования деятельности предприятий, учреждений и организаций железнодорожного транспорта», согласно которому участок железной дороги от российско-казахстанской границы до Разъезда №2 не вошёл в обновлённый перечень расположенных на территории Российской Федерации участков железных дорог Республики Казахстан. С 1 июля 2011 года Разъезд № 2 включён в состав Астраханского региона (бывшего Астраханского отделения) Приволжской железной дороги; передача от Казахстанских железных дорог была осуществлена в июле-августе того же года.

### С 2011 года (в составе ОАО «РЖД»)
На момент принятия Приволжской железной дорогой от Казахстанских железных дорог, по словам и.о. заместителя начальника Приволжской дирекции инфраструктуры по технической работе Виктора Абрамова, передаваемый участок в составе станций Разъезд № 2 и Кигаш и двух перегонов Аксарайская II — Разъезд № 2 и Разъезд № 2 — Кигаш находился в неудовлетворительном состоянии. Присутствовала кустовая гнилость шпал, в неудовлетворительном состоянии были скрепления, имелось много дефектных накладок. Нормативный срок эксплуатации линии электроснабжения и автоблокировки был превышен на 10 лет. Допустимая скорость движения поездов была в пределах 25–40 км/час. Вскоре после передачи российской стороной на полученном участке было заменено 1 тыс. негодных шпал, благодаря чему ограничение участковой скорости во втором полугодии 2011 года удалось повысить до 60 км/ч.
В 2012 году была произведена модернизация расположенных на российской территории перегонов и раздельных пунктов Разъезд № 2 и Кигаш на участке линии железной дороги от Аксарайской II до разъезда Дины Нурпеисовой. Приёмо-отправочные пути на раздельных пунктах подверглись капитальному ремонту. Стрелочные переводы были полностью заменены. Осуществлена укладка новых рельсовых плетей. Обновлены устройства сигнализации, централизации и блокировки. После капитального ремонта разрешённая скорость пассажирских поездов была повышена да 100 км/ч, грузовых — до 80 км/ч). Суммарный объём выделенных на работы на участке Аксарайская-2 – Разъезд 2 км – Кигаш и на другом принятом от Республики Казахстан участке Озинки – Разъезд 225 км денежных средств составил 0,6 млрд. рублей.
Приказом Росжелдора № 323 от 28 августа 2012 года «О внесении изменений в перечень железнодорожных станций, открытых для выполнения соответствующих операций, и выполняемых ими операций» Разъезду № 2 был присвоен новый код единой сетевой разметки 617026 вместо старого 662426 и внесены соответствующие изменения в Тарифное руководство № 4.